# Кристиан (рестлер)
Уильям Джейсон Ресо (англ. William Jason Reso; род. 30 ноября 1973, Китченер, Онтарио) — канадский рестлер и актёр. В настоящее время выступает в All Elite Wrestling под именем Кри́стиан Кейдж (англ. Christian Cage).
Он наиболее известен по своей работе в WWE под именем Кристиан, где он регулярно выступал с 1998 по 2005 год и снова с 2009 по 2014 год. Он также работал в Impact Wrestling, тогда известном как Total Nonstop Action Wrestling (TNA), с 2005 по 2008 год и во время короткого возвращения в 2021 году.
Ресо дебютировал в 1995 году. В начале своей карьеры он выступал в канадских независимых промоушенах, где участвовал в одиночных и командных соревнованиях вместе со своим другом Эджем. В 1998 году он подписал контракт на развитие с World Wrestling Federation (WWF, ныне WWE) и дебютировал в следующем году, сразу же завоевав в дебютном матче свой первый чемпионский титул в компании — чемпиона WWF в полутяжелом весе. Эдж и Кристиан сформировали команду и получили известность благодаря участию в матчах TLC. Они семь раз выигрывали командное чемпионство мира. Команда рассталась в 2001 году, после чего Кристиан владел различными титулами в одиночном разряде, включая титул чемпиона Европы, титул хардкорного чемпиона и интерконтинентальное чемпионство.
В 2005 году Ресо покинул WWE и подписал контракт с TNA под именем Кристиан Кейдж, после чего дважды выиграл титул чемпиона мира NWA в тяжелом весе. В конце 2008 года он покинул TNA и в 2009 году вновь подписал контракт с WWE, где дважды выиграл титул чемпиона ECW и титул чемпиона мира в тяжелом весе, пока в 2014 году не ушел из рестлинга из-за проблем, связанных с сотрясением мозга. Он стал двадцать третьим чемпионом Тройной короны и одиннадцатым чемпионом Большого шлема в истории WWE.
После неофициального возвращения на ринг в июне 2020 года и участия в матче «Королевская битва» 2021 года, Ресо вскоре покинул WWE и подписал контракт с AEW, снова вернувшись к своему псевдониму Кристиан Кейдж, и официально возобновил карьеру рестлера на ринге. После этого он выиграл титул чемпиона мира Impact на шоу AEW Rampage, вернувшись в Impact Wrestling впервые после Slammiversary 10 в 2012 году.

## Ранняя жизнь
Уильям Джейсон «Джей» Ресо родился в Китченере, Онтарио, 30 ноября 1973 года, сын матери-канадки Кэрол и отца-американца Рэнди Ресо. В детстве он играл в хоккей и увлекался рестлингом. Он жил в Хантсвилле и Ист-Лютер-Гранд-Вэлли, а затем переехал в Оранджвилл, где познакомился с Адамом «Эджем» Коуплендом, который стал его лучшим другом и партнером по команде. Они вместе посещали средную школу района Оранджвилл.

## Личная жизнь
Во время гастролей WWE в Англии Ресо встретил немецкую модель Дениз Хартманн, они поженились 25 мая 2001 года. В декабре 2013 года Резо объявил о рождении дочери во время перерыва, который он взял из-за повторяющихся постконтузионных симптомов. Брак Ресо и Хартманн закончился разводом в январе 2020 года.

## Титулы и достижения
- All Elite Wrestling
  - Чемпион TNT AEW (2 раза)

- East Coast Wrestling Association 

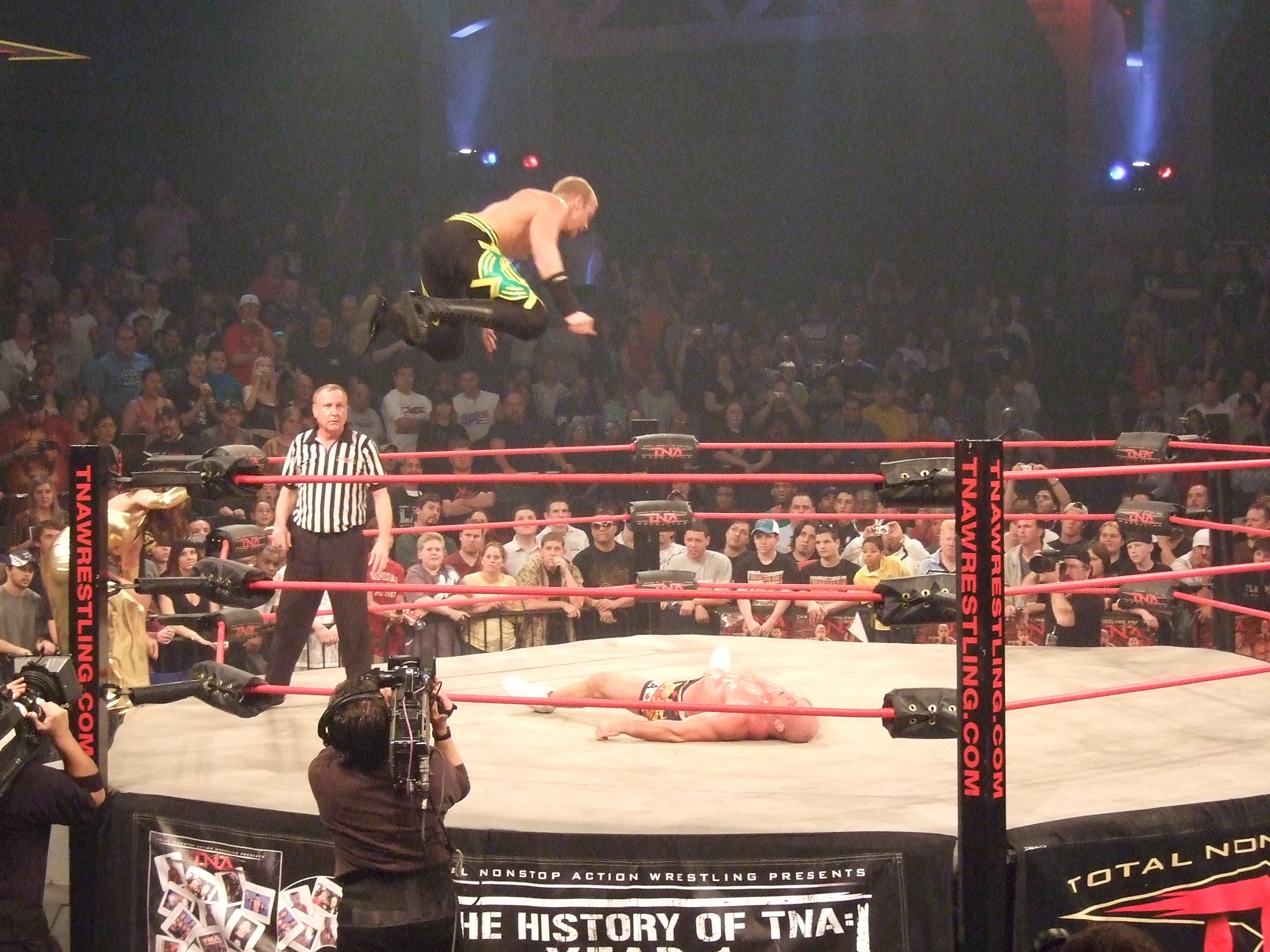
Кристиан Кейдж проводит Frog splash на Курта Энгла в TNA

  - Чемпион ECWA в тяжёлом весе (1 раз)[7]
- New Tokyo Pro Wrestling
  - Командный чемпион NTPW (1 раз) — с Секстоном Хардкастлом[8]
- Pennsylvania Championship Wrestling
  - Чемпион PCW в тяжёлом весе (1 раз)[9]
- Total Nonstop Action Wrestling/ Impact Wrestling
  - Чемпион мира Impact (1 раз)[10]
  - Чемпион мира в тяжёлом весе NWA (2 раза)[11]
- Pro Wrestling Illustrated
  - Матч года (2000) с Эджем против «Братьев Харди» (Мэтт и Джефф) и «Братьев Дадли» (Бабба Рэй и Ди-Вон) (тройной командный матч с лестницами за титулы командных чемпионов WWF на WrestleMania 2000, 2 апреля 2000 года)
  - Матч года (2001) с Эджем против «Братьев Харди» (Мэтт и Джефф) и «Братьев Дадли» (Бабба Рэй и Ди-Вон) (матче TLC за титулы командных чемпионов WWF на WrestleMania Х-Seven, 1 апреля 2001 года)
  - PWI ставит его под № 7 в списке 500 лучших рестлеров 2007 года
- World Wrestling Federation / World Wrestling Entertainment
  - Чемпион мира в тяжёлом весе (2 раза)[12]
  - Чемпион ECW (2 раза)[13]
  - Европейский чемпион WWF (1 раз)[14]
  - Хардкорный чемпион WWF (1 раз)[15]
  - Интерконтинентальный чемпион WWF/E (4 раза)[16]
  - Чемпион WWF в полутяжёлом весе (1 раз)[17]
  - Командный чемпион WWF/WWE/мира (9 раз) — с Крисом Джерико (1), Эджем (7), и Лэнсом Штормом (1)[18]
  - Двадцать третий чемпион Тройной короны
  - Одиннадцатый чемпион Большого шлема
- Wrestling Observer Newsletter
  - Команда года (2000) — c Эджем
  - Худший матч года (2006) — TNA Reverse Battle Royal 26 октября 2006 года